# Margarita Gómez Juárez
Margarita Gómez Juárez (Atotonilco el Alto, Jalisco, 18 de noviembre de 1952) es una política mexicana, miembro del Partido Revolucionario Institucional (PRI). Fue en dos ocasiones diputada federal y en una senadora por su estado.

## Biografía
Es licenciada en Derecho egresada de la Universidad de Guadalajara. Miembro del PRI desde el año de 1975. Ocupó numerosos cargos partidistas, entre los que están secretaria general del Movimiento Nacional Juvenil Revolucionario en Atotonilco el Alto, subsecretaria de la Asociación Nacional Femenil Revolucionaria y asesora del Consejo Nacional para la Participación de la Mujer; así como coordinadora administrativa en la Oficialía Mayor del comité ejecutivo nacional del PRI.
También ocupó los cargos de elección popular está el de regidora del ayuntamiento de Atotonilco el Alto y asesora del Jefe de la Unidad de Estudios Legislativos en la Secretaría de Gobernación.
En 1979 fue elegida por primera ocasión diputada federal, por el Distrito 17 de Jalisco a la LI Legislatura que concluyó en 1982. De 1982 a 1988 fue senadora suplente, sin haber sido llamada nunca a ocupar la titularidad de dicho cargo. En 1988 volvió a ser elegida diputada federal, en esta ocasión por el Distrito 8 de Jalisco a la LV Legislatura que terminó su ejercicio en 1991.
En 1994 fue por segunda ocasión elegida senadora suplente en la segunda fórmula de mayoría por Jalico a las Legislaturas LVI y LVII, siendo senador propietario Eugenio Ruiz Orozco. Asumió la senaduría apenas 22 días después de iniciada la legislatura, el 22 de noviembre de 1994 al ser otorgada licencia a Ruiz Orozco para ser postulado candidato del PRI a gobernador de Jalisco para las elecciones de 1995. Al no lograr el triunfo, Ruiz Orozco se reincorporó a la senaduría el 3 de marzo de 1995, cesando por tanto en el ejercicio Margarita Gómez Juárez.
El 21 de septiembre de 1999 volvió a la titularidad de la senaduría por una nueva licencia de Ruiz Orozco y permaneció en ejercicio de la misma hasta el fin del periodo constituticional el 31 de agosto de 2000. En este periodo fue secretaria de las comisiones de Atención a Niños, Jóvenes y Tercera Edad; y, de Cultura; así como integrante de las comisiones de Asuntos Migratorios; de Educación; Bicamaral como mecanismo constitutivo del parlamento de mujeres de México; de Población y Desarrollo; de Reforma Agraria; y, de Relaciones Exteriores - 1a Sección (Europa y Asia).